# ガテラルボイス
ガテラルボイス（guttural vocal）とは歌唱法の一つである。上だけとって「ガテラル」と呼ばれることが多い。

## 詳細

### 成り立ちなど
主にデスメタル、グラインドコアで使われるデスボイスを進化させ、ブルータル・デスメタルやゴアグラインドと呼ばれるジャンルのために作られたといっても過言ではない歌唱法である。
Cryptopsyのロード・ワーム、Cannibal Corpseのクリス・バーンズなどの極端に低いゲロ声系デスボイスから派生したのは有名だが、初めて完成形を作った人は未確認である。

### 特徴
ガテラルボイスの出し方は難易度が高く、空気をはく（あるいはすう）などして、ノドの奥を空気で振動させ、ゲップ時のように「グエッ」や、「ゴヴォ」という湿り気の強く、低音かつ、こもった声を出す。また、最近ではピッチシフターという声質を変換する機械でエフェクトをかけてさらに低音の水が流れるような声（下水道ボイス）を作る人や、さらに湿り気を出させて、何かが水に溺れるような声（これは俗に溺死と呼ばれる）を出す人もいる。
他に吸引などと呼ばれる声もあるが、別筆。

### デメリット
- ノドをつぶしやすい。
- ノドにポリープが出来やすい。